# 陈竞 (1971年)
陈竞（1971年2月—），湖南长沙人，中华人民共和国政治人物。1990年7月参加工作，1993年12月加入中国共产党。曾任益阳市人民政府市长，现任湖南省人民政府党组成员、副省长，中共益阳市委书记。

## 生平
1971年2月，陈竞出生在湖南省长沙市。1990年7月，陈竞出任长沙市节约用水办公室干部。1994年12月，陈竞进入中国建设银行长沙市分行工作。翌年4月，陈竞陆续出任共青团湖南省委青工部科员、副主任科员、企业科副科长、机关事业科科长、组织部组织科科长、办公室副主任、青工部副部长等职务，2003年7月升任青工部部长。
2007年2月，陈竞调至张家界市，出任中共张家界市永定区委副书记、代区长。同年12月正式出任区长。2011年12月，陈竞出任中共慈利县委书记。2013年12月，陈竞调至衡阳市，出任中共衡阳市石鼓区委书记。2015年2月，陈竞升任衡阳市人民政府副市长。2016年9月，陈竞出任中共衡阳市委常委、组织部部长。
2019年10月，陈竞调至省会长沙市，出任中共湖南省委组织部部务委员（2021年4月任副部长）、湖南省公务员局局长（兼）。
2021年7月，陈竞调至益阳市，出任中共益阳市委副书记，益阳市人民政府党组书记，提名市人民政府市长8月5日，益阳市第6届人大常委会第36次会议召开，陈竞出任市长。
2023年2月，升任中共益阳市委书记。
2025年7月，任湖南省人民政府党组成员、副省长，晋升副部级。